# 博物館船
博物館船（英語: museum ship）、あるいは記念艦（英語: memorial ship）は、現存する古い船舶のうち、教育および記念物としての目的で博物館に保存され一般に公開されている船である。そのうちのいくつかは、青少年のトレーニングや船員募集の目的に使用されているが、博物館船のうち、そもそも水上で保存されているものが少なく、通常の航海や移動が可能なものは極少数である。
世界各国には数百隻の博物館船があり、しばしば海事博物館の展示物となっており、あるいはそれ自体が海事博物館となっているものもある。

## 主な博物館船一覧

### 日本
| 地域     | 都市         | 船名(艦名)                   | 船について             | 状態             | 備考 |
| -------- | ------------ | ---------------------------- | ---------------------- | ---------------- | --- |
| 北海道   | 江差町       | 開陽丸                       | 幕末の軍艦             | 復元             | 1990年に原寸大で復元。開陽丸記念館にて公開（内見可能）。 |
| 北海道   | 函館市       | くろしおII号                 | 潜水探測機             | 現存             | 福島町青函トンネル記念館にて公開（内見不可）。 |
| 北海道   | 函館市       | 摩周丸                       | 青函連絡船             | 現存             | 博物館船として公開（内見可能）。 |
| 青森県   | 青森市       | 八甲田丸                     | 青函連絡船             | 現存             | 博物館船として公開（内見可能）。 |
| 宮城県   | 石巻市       | サン・ファン・バウティスタ号 | 慶長遣欧使節船         | 復元（縮小模型） | 宮城県慶長使節船ミュージアム（サン・ファン館）に復元船（1993年竣工）が展示されていたが、2022年に撤去。その後2024年に1/4スケールの復元模型が製作され、同地に展示されている。 |
| 宮城県   | 石巻市       | 第十六利丸                   | 捕鯨船                 | 現存             | ホエールタウンおしかにて公開（内見可能）。 |
| 茨城県   | ひたちなか市 | 常陽丸                       | 教育実習船             | 撤去             | ひたちなか市漁港中央公園に展示されていたが、撤去された。 |
| 千葉県   | 船橋市       | しらせ (初代)                | 砕氷艦、南極観測船     | 現存             | 2008年に退役後、2010年に株式会社「ウェザーニューズ」に引き取られ、船橋市内の岸壁で公開(内見可能)。                                                                          |
| 東京都   | 品川区       | 宗谷                         | 巡視船、南極観測船     | 現存             | 船の科学館にて公開（内見可能）。船籍あり（所有は海上保安庁）。 |
| 東京都   | 品川区       | 羊蹄丸                       | 青函連絡船             | 撤去             | 船の科学館にて公開されていたが、 老朽化のため2011年9月30日に展示終了。その後解体された。                                                                                    |
| 東京都   | 品川区       | マリンエース                 | 半没水型双胴実験船     | 撤去             | 船の科学館にて公開されていたが、2024年の本館解体時に撤去済。 |
| 東京都   | 品川区       | たんかい                     | 潜水艇                 | 撤去             | 船の科学館にて公開されていたが、2024年の本館解体と共に解体。 |
| 東京都   | 江東区       | 明治丸                       | お召し船、練習船       | 現存             | 東京海洋大学越中島キャンパスにて公開（内見中止）。 |
| 東京都   | 江東区       | 第五福龍丸                   | マグロ漁船             | 現存             | 東京都立第五福竜丸展示館にて公開（内見不可）。 |
| 東京都   | 港区         | 雲鷹丸                       | 水産練習船             | 現存             | 東京海洋大学品川キャンパスにて公開（内見不可）。 |
| 東京都   | 港区         | 第一芝浦丸                   | 引き船                 | 現存             | 東京港管理事務所前にて公開（内見不可）。 |
| 神奈川県 | 横浜市       | 氷川丸                       | 貨客船                 | 現存             | 博物館船として公開（内見可能）。 |
| 神奈川県 | 横浜市       | 日本丸                       | 練習船                 | 現存             | 日本丸メモリアルパークにて公開（内見可能）。 |
| 神奈川県 | 横浜市       | 船名なし                     | 工作船                 | 現存             | 九州南西海域工作船事件の際に、東シナ海で自爆・沈没し後に引き上げられた北朝鮮の工作船。海上保安資料館 横浜館で展示されている。                                               |
| 神奈川県 | 横須賀市     | 三笠                         | 戦艦                   | 現存             | 博物館船として公開（内見可能）。世界三大記念艦のひとつ。所有は防衛省。現存する唯一の前弩級戦艦。                                                                            |
| 静岡県   | 沼津市       | スカンジナビア               | クリッパーバウ型客船   | 沈没             | 2006年9月2日、スウェーデンへの曳航中、和歌山県潮岬沖約3kmの海底72mに沈没した。                                                                                              |
| 静岡県   | 静岡市       | 東海大学丸II世               | 海洋調査実習船         | 撤去             | 2016年12月に解体された。 |
| 愛知県   | 名古屋市     | ふじ                         | 砕氷艦、南極観測船     | 現存             | 名古屋港ガーデンふ頭にて公開（内見可能）。 |
| 愛知県   | 碧南市       | CL-71 きぬかぜ               | 巡視艇                 | 撤去             | 碧南市青少年海の科学館にて公開されていたが、2019年に撤去された。 |
| 三重県   | 鳥羽市       | 白鯨号                       | 潜水調査船             | 現存             | 海の博物館にて公開（内見不可）。 |
| 三重県   | 鳥羽市       | ぶらじる丸                   | 貨客船                 | 国外にて現存     | 1996年1月に閉館。その後中国へ曳航され、広東省湛江市にて「湛江号 海上城市」と呼ばれる商業施設に改造されたが、2023年現在閉鎖・放置されている。                                |
| 和歌山県 | 太地町       | 第一京丸                     | 捕鯨船                 | 現存             | くじら浜公園にて公開（内見不可）。 |
| 兵庫県   | 神戸市       | ヤマトⅠ                      | 超電導電磁推進船       | 撤去             | 神戸海洋博物館で野外展示されていたが、2016年11月に撤去された。 |
| 兵庫県   | 神戸市       | 疾風                         | テクノスーパーライナー | 撤去             | 神戸海洋博物館で野外展示されていたが、2016年11月に撤去された。 |
| 富山県   | 射水市       | 海王丸                       | 練習船                 | 現存             | みなとオアシス海王丸パークにて公開（内見可能）。 |
| 広島県   | 尾道市       | こじま PL-21                 | 練習巡視艇             | 撤去             | 向島町マリンユースセンターに展示されていたが、2003年に撤去された。 |
| 広島県   | 呉市         | あきしお                     | 潜水艦                 | 現存             | 海上自衛隊呉史料館にて公開（内見可能）。 |
| 広島県   | 呉市         | しんかい                     | 潜水調査船             | 現存             | 呉市海事歴史科学館にて公開（内見不可）。 |
| 広島県   | 江田島市     | 特殊潜航艇甲型（甲標的甲型） | 特殊潜航艇             | 現存             | 教育参考館にて留置（内見不可）。 |
| 広島県   | 江田島市     | 海龍（試作機）               | 特殊潜航艇             | 現存             | 第１術科学校にて留置（内見不可）。 |
| 熊本県   | 天草市       | ろっこう PS-35               | 巡視艇                 | 撤去             | 浜田海岸えびす公園にて展示されていたが、2002年に撤去された。 |
| 愛媛県   | 今治市       | 葉山丸                       | 採集船                 | 現存             | 大三島海事博物館にて公開（内見不可）。 |
| 香川県   | 琴平町       | あらかぜ CL14                | 巡視艇                 | 現存             | 琴平海洋博物館にて公開（内見不可）。 |
| 香川県   | 琴平町       | はまゆう CS-100（昭和42年）  | 巡視艇                 | 撤去             | 琴平海洋博物館にて展示されていたが、撤去された。 |
| 長崎県   | 長崎市       | 大雪丸                       | 青函連絡船             | 所在不明         | 2005年12月20日まで「ホテルシップヴィクトリア」として営業。営業終了後に中国の福建省へ曳航されるも、その後の消息は不明。                                                      |

### アジア
| 国     | 地域                   | 都市         | 船名(艦名)   | 船について                             | 備考 |
| ------ | ---------------------- | ------------ | ------------ | -------------------------------------- | --- |
| 中国   | 広東省                 | 深圳市       | ミンスク     | キエフ級航空母艦                       | ミンスク・ワールドにて公開されたが、2016年に現地で撤去確認。                                                  |
| 中国   | 江西省                 | 九江市       | 九江         | 江滬I型（053H型）フリゲート            | 2018年6月12日に退役後、改装を受けて九江軍事文化テーマパーク（中国語: 九江军事文化主题乐园）で展示されている。 |
| 中国   |                        | 上海市       | 遠望1号      | 中国海軍初の衛星追跡艦、ミサイル追跡艦 | 2010年に退役後、建造元である江南造船が所有していた黄浦区内のドックで展示されている。                          |
| 中国   | 長城191号              | 上海市       | 035型潜水艦  | 上海潜艇展示館にて展示されている。     | |
| 中国   | 山東省                 | 青島市       | 鞍山         | グネフヌイ級駆逐艦                     | 1992年4月に退役し、青島の海軍博物館として停泊している。                                                       |
| 中国   | 山東省                 | 青島市       | 鷹潭         | 江東型フリゲート                       | 1990年代初めに退役し、海軍の運営する青島海軍博物館に譲渡された。                                              |
| 中国   | 山東省                 | 青島市       | 長城237号    | ロメオ型潜水艦                         | |
| 中国   | 山東省                 | 青島市       | 済南         | 旅大型駆逐艦                           | |
| 中国   | 山東省                 | 青島市       | 長征1号      | 091型原子力潜水艦                      | |
| 中国   |                        | 天津市       | キエフ       | キエフ級航空母艦                       | 天津浜海空母テーマパークにて展示中                                                                            |
| 中国   | 重慶                   | 天津市       | 旅大型駆逐艦 |                                        | 天津浜海空母テーマパークにて展示中                                                                            |
| 中国   | 遼寧省                 | 大連市       | 太原         | グネフヌイ級駆逐艦                     | 1991年9月に退役し、現在は大連の老虎灘湾で博物館船となっている。                                               |
| 台湾   |                        | 台南市安平区 | 德陽         | ギアリング級駆逐艦                     | もとはアメリカ海軍の駆逐艦だったが、台湾に供与された。                                                        |
| 北朝鮮 |                        | 平壌直轄市   | プエブロ     | アメリカ海軍の情報収集艦               | プエブロ号事件で北朝鮮に拿捕され、その後は祖国解放戦争勝利記念館の敷地内に係留・公開されている。              |
| タイ   | サムットプラーカーン県 |              | メクロン     | メクロン級スループ                     | 戦前の日本製水上戦闘艦で唯一現存。                                                                            |
| トルコ | コジャエリ県           | イズミット   | エヴァソール | ギアリング級駆逐艦                     | |
| トルコ | メルスィン県           | メルスィン   | ヌスレット   | 機雷敷設艦                             | |

### アメリカ大陸
| 国       | 地域               | 都市               | 船名(艦名)                      | 船について                          | 備考 |
| -------- | ------------------ | ------------------ | ------------------------------- | ----------------------------------- | --- |
| アメリカ | ニューヨーク州     | ニューヨーク       | イントレピッド                  | アメリカ海軍 エセックス級航空母艦   | イントレピッド海上航空宇宙博物館として公開。                                                                 |
| アメリカ | ニューヨーク州     | ニューヨーク       | グロウラー                      | グレイバック級潜水艦                | イントレピッド海上航空宇宙博物館として公開。                                                                 |
| アメリカ | ニューヨーク州     | バッファロー       | ザ・サリヴァンズ                | フレッチャー級駆逐艦                | アメリカ合衆国国定歴史建造物およびアメリカ合衆国国家歴史登録財。                                             |
| アメリカ | カリフォルニア州   | サンディエゴ       | ミッドウェイ                    | ミッドウェイ級航空母艦              | 博物館船として公開。                                                                                         |
| アメリカ | カリフォルニア州   | アラメダ           | ホーネット                      | エセックス級航空母艦                | 博物館船として公開。                                                                                         |
| アメリカ | カリフォルニア州   | ロサンゼルス       | アイオワ                        | アイオワ級戦艦                      | 博物館船として公開。                                                                                         |
| アメリカ | カリフォルニア州   | ロングビーチ       | クイーン・メリー                | 大型客船                            | 博物館船として公開。                                                                                         |
| アメリカ | コネチカット州     | グロトン           | ノーチラス                      | アメリカ海軍。 世界初の原子力潜水艦 | 博物館船として公開。                                                                                         |
| アメリカ | マサチューセッツ州 | クインシー         | セーラム                        | デモイン級重巡洋艦                  | 博物館船として公開。                                                                                         |
| アメリカ | マサチューセッツ州 | ボストン           | カッシン・ヤング                | フレッチャー級駆逐艦                | |
| アメリカ | マサチューセッツ州 | ボストン           | コンスティチューション          | 1797年進水のフリゲート              | 世界三大記念艦のひとつ。 記念艦として公開されているが、アメリカ海軍の現役艦である。                          |
| アメリカ | マサチューセッツ州 | フォールリバー     | マサチューセッツ                | サウスダコタ級戦艦                  | バトルシップ・コーヴで展示中。                                                                               |
| アメリカ | マサチューセッツ州 | フォールリバー     | ジョセフ・P・ケネディ・ジュニア | ギアリング級駆逐艦                  | バトルシップ・コーヴで展示中。                                                                               |
| アメリカ | マサチューセッツ州 | フォールリバー     | ライオンフィッシュ              | バラオ級潜水艦                      | バトルシップ・コーヴで展示中。                                                                               |
| アメリカ | アラバマ州         | モービル           | アラバマ                        | サウスダコタ級戦艦                  | アメリカ合衆国国定歴史建造物に指定。                                                                         |
| アメリカ | テキサス州         | ヒューストン       | テキサス                        | ニューヨーク級戦艦                  | アメリカ合衆国国定歴史建造物に指定。                                                                         |
| アメリカ | テキサス州         | コーパスクリスティ | レキシントン                    | エセックス級航空母艦                | |
| アメリカ | ルイジアナ州       | バトンルージュ     | キッド                          | フレッチャー級駆逐艦                | |
| アメリカ | サウスカロライナ州 | マウントプレザント | ヨークタウン                    | エセックス級航空母艦                | |
| アメリカ | サウスカロライナ州 | マウントプレザント | ラフィー                        | アレン・M・サムナー級               | |
| アメリカ | バージニア州       | ノーフォーク       | ウィスコンシン                  | アイオワ級戦艦                      | |
| アメリカ | ニュージャージー州 | カムデン           | ニュージャージー                | アイオワ級戦艦                      | |
| アメリカ | ハワイ州           | パールシティ       | ミズーリ                        | アイオワ級戦艦                      | |
| アメリカ | ノースカロライナ州 | ウィルミントン     | ノースカロライナ                | ノースカロライナ級戦艦              | |
| アメリカ | フロリダ州         | ジャクソンビル     | オーレック                      | ギアリング級駆逐艦                  | |
| アメリカ | ミシガン州         | ベイシティ         | エドソン                        | フォレスト・シャーマン級駆逐艦      | |
| アメリカ | ワシントン州       | ブレマートン       | ターナー・ジョイ                | フォレスト・シャーマン級駆逐艦      | |
| カナダ   | オンタリオ州       | トロント           | ハイダ                          | トライバル級駆逐艦                  | イギリス海軍、オーストラリア海軍、カナダ海軍において運用された全27隻のトライバル級駆逐艦で唯一現存している。 |
| チリ     | コンセプシオン県   | タルカワノ         | ワスカル                        | 装甲艦                              | ペルーからの鹵獲艦。                                                                                         |

### ヨーロッパ
| 国         | 地域                              | 都市                  | 船名(艦名)             | 船について                     | 備考 |
| ---------- | --------------------------------- | --------------------- | ---------------------- | ------------------------------ | --- |
| イギリス   | イングランド                      | ロンドン              | ベルファスト           | エディンバラ級軽巡洋艦         | |
| イギリス   | イングランド                      | ポーツマス            | ヴィクトリー           | 1等戦列艦                      | 1778年就役。世界三大記念艦のひとつ。 |
| イギリス   | イングランド                      | グリニッジ            | カティーサーク         | ティークリッパー               | 現存する唯一のティークリッパー |
| イギリス   | 北アイルランド                    | ベルファスト          | カロライン             | カロライン級軽巡洋艦           | 第一次世界大戦においてユトランド沖海戦に参加。 |
| エストニア | ハリュ県                          | タリン                | レンビット             | カレフ級潜水艦                 | |
| デンマーク | 中央ユラン地域                    | エーベルトフト        | ユラン                 | 木造蒸気フリゲート             | 現存する唯一の木造蒸気フリゲート。 |
| ドイツ     | シュレスヴィヒ ＝ホルシュタイン州 | キール                | U-995                  | ドイツ海軍の潜水艦 （Uボート） | |
| ポーランド | ポモージェ県                      | グディニャ            | ブリスカヴィカ         | グロム級駆逐艦                 | |
| ロシア     | レニングラード州                  | サンクト ペテルブルク | アヴローラ             | ヂアーナ級防護巡洋艦           | バルチック艦隊の生き残り。日本海海戦に参戦。 |
| ロシア     | クラスノダール地方                | ノヴォロシースク      | ミハイル・クトゥーゾフ | スヴェルドロフ級軽巡洋艦       | |
| ギリシャ   |                                   | アテネ                | チャレット             | フレッチャー級駆逐艦           | 日本陸軍が国際法に違反して病院船「橘丸」（東海汽船、1,772トン）で部隊・武器を輸送した橘丸事件で臨検を実施した。1959年から1991年までギリシャ海軍駆逐艦ヴェロスとして就役。 |

### オセアニア
| 国             | 地域                     | 都市         | 船名(艦名)   | 船について                 | 備考 |
| -------------- | ------------------------ | ------------ | ------------ | -------------------------- | ---- |
| オーストラリア | ニューサウスウェールズ州 | シドニー     | ヴァンパイア | オーストラリア海軍の駆逐艦 |      |
| オーストラリア | ニューサウスウェールズ州 | シドニー     | オンズロウ   | オーストラリア海軍の潜水艦 |      |
| オーストラリア | ニューサウスウェールズ州 | ホルブルーク | オトウェイ   | オーストラリア海軍の潜水艦 |      |
| オーストラリア | 西オーストラリア州       | パース       | オヴェンス   | オーストラリア海軍の潜水艦 |      |

表註
1. 1 2 3 4 5 6 7 8 9 10 11 12 13 14 15 16 17 18 19 20 21 22 23 24 25 26  陸上保存